# 郑开禧
鄭開禧（1787年—？），字迪卿，號雲麓。龍溪人。
郑元鏄之子。乾隆五十二年生。嘉慶十九年（1814年）甲戌科進士，授内阁中书，转任文选司郎中，又任吏部员外郎。歷官廣東督糧道。終官山東都轉鹽運使。曾撰《阅微草堂笔记》再版序。有《知守齋集》。